# Claudia González Caparrós
Claudia González Caparrós (La Coruña, 1993) es una poeta, docente y traductora española. En 2015 su poemario Si la carne es hierba (Sully Morland) obtendría un accésit en el VIII Premio de Poesía Joven Pablo García Baena. Es cofundadora del espacio de pensamiento crisi en Barcelona.

## Biografía
Caparrós se graduó en Estudios Literarios por la Universidad de Barcelona. Continuaría sus estudios superiores realizando un máster de Historia del Arte Contemporáneo por la Universidad Autónoma de Madrid, así como el máster en Literaturas Hispánicas por la Universidad de Indiana.

### Obra
Si la carne es hierba (Sully Morland) (ed. La Bella Varsovia, 2015) es su primer poemario, con el que recibiría un accésit en el VIII Premio de Poesía Joven Pablo García Baena. De él se ha alabado su estilo aéreo, sutil, y su origen en la más profunda meditación y exhaustividad del objeto deseante.
Su segundo poemario, publicado asimismo en la editorial Bella Varsovia en 2018, tiene por título te miro como quien asiste a un deshielo. Es un libro que profundiza en asuntos como la memoria, la pérdida, la carnalidad, o el sentido de desprotección al descubrirnos solos.
De Los augurios se rechazan (La Bella Versovia, 2023), tercer poemario de Caparrós, la también poeta Lola Nieto diría que es un augurio convertido en poema; un espacio donde se inscribe la lógica de la imaginación y se palpa la memoria del cuerpo.
De su poesía se ha ponderado la delicadeza, y la profundidad del pensamiento.
También es autora del libro infantil Amics imaginaris, editado en 2023 por la Fundación Joan Miró, y realizado a partir del proyecto expositivo del mismo título. Este tuvo lugar en la propia fundación, y fue comisariado por Martina Millà y Patrick Ronse.
Algunos de sus textos pueden encontrarse en revistas y magazines culturales, como Quiasmo (Artes, Letras e Ciência),Tr3sreinos (con traducción al portugués)o Thalamus. Revista de arte & poesía.

### Traducción
González Caparrós también sostiene una carrera como traductora, vertiendo al castellano del inglés y del gallego obras como Música para los vivos y los resucitados (La Bella Varsovia, 2024), de Valzhyna Mort: Tal vez sí (Kriller 71, 2024) de Emilio Araúxo; Fuerzas de la imaginación. Escritos sobre escritura de Barbara Guest (co-traducido junto a Aníbal Cristobo; Kriller 71, 2022) o El presente ahora de Mary Jo Bang (co-traducido junto a Aníbal Cristobo; Kriller 71, 2022); entre otros.  

### Cultura
En 2019 fundaría, junto a los filósofos Raquel Miralles y Nemrod Carrasco, el espacio de pensamiento crítico crisi, localizado en Barcelona. Este opera como librería y como un espacio de formación alternativo a la academia. Caparrós realiza allí funciones de librera y de docente.
También ha participado y organizado distintas actividades culturales, entre las que destaca la impartición del taller familiar Les metamorfosis, en la Fundación Joan Miró, a partir de su obra Amics imaginaris.

## Reconocimientos
En 2015 su poemario Si la carne es hierba (Sully Morland) obtendría un accésit en el VIII Premio de Poesía Joven Pablo García Baena.